# Oporovina
Oporovina je pećina na istarskim padinama Učke ispod Suhoga vrha, na 325 m nadmorske vis. u dubokom kanjonu Lovranske drage, oko 800 m zapadno od Medveje. Poznata je od 1929. kada je B. de Lengyel u svojim istraživanjima otkrio prvo prapovijesno nalazište na kvarnerskoj obali Istre. M. Malez 1953. obavio je sondiranja kojima je dobio šest stratuma. U sloju »c« pronađeni su dijelovi čovjekova kostura s prilozima u obliku privjesaka izrađenih od jelenjega roga koji predstavlja epipaleolitički ukop.